# 大岭乡 (哈尔滨市)
大岭乡是中国黑龙江省哈尔滨市阿城区下辖的一个乡。